# 梅多拉 (北达科他州)
梅多拉（英語：Medora）位于美国北达科他州西部，是比灵斯县的县治所在。根据美国人口调查局2000年统计，共有100人，全部为白人。